# Growing of My Heart
Growing of my heart – dwudziesty drugi singel japońskiej piosenkarki Mai Kuraki, wydany 9 listopada 2005 roku. Utwór tytułowy został wykorzystany jako 16 ending (odc. 415–424) anime Detektyw Conan. Osiągnął 7 pozycję w rankingu Oricon i pozostał na liście przez 10 tygodni, sprzedał się w nakładzie 62 299 egzemplarzy.

## Lista utworów
| Nr | Tytuł                 | Słowa      | Kompozycja | Aranżacja      | Czas |
| -- | --------------------- | ---------- | ---------- | -------------- | ---- |
| 1. | "Growing of my heart" | Mai Kuraki | Aika Ōno   | Takeshi Hayama | 4:27 |
| 2. | "Seven Nights"        | Mai Kuraki | Aika Ōno   | Takeshi Hayama | 4:08 |
| 3. | "Winter*Swear"        | Mai Kuraki | Cybersound | Cybersound     | 3:47 |

## Notowania
| Lista                       | Pozycja |
| --------------------------- | ------- |
| Oricon Daily Singles Chart  | 4       |
| Oricon Weekly Singles Chart | 7       |